# Maria Glòria Renom i Vallbona
Maria Glòria Renom i Vallbona (Barcelona, 1947) és una política catalana, diputada al Parlament de Catalunya en la VII, VIII, IX i X legislatures.

## Biografia
És filla de l'insigne tenor Gaietà Renom.
Diplomada en magisteri a l'Escola Normal de Magisteri de Barcelona, llicenciada en filosofia i lletres, amb l'especialitat de psicologia, a la Universitat de Barcelona, i llicenciada en filosofia i ciències de l'educació a la Facultat de Pedagogia de la Universitat de Barcelona.
Ha estat professora i tutora a l'Escola Pia Balmes de Barcelona durant catorze anys, on va ser responsable del Gabinet de Psicologia durant tres anys. També ha estat col·laboradora amb Rosa Sensat en recerca metodològica de l'aprenentatge de la lectoescriptura, col·laboradora en diagnòstic i teràpia individual i familiar del Gabinet de Psicologia Credeyta per a nens superdotats i col·laboradora en teràpia i rehabilitació individual i familiar del Centre Mèdic de Cardiologia Deicon.
És membre de la Junta de la Federació de Barcelona i de la Confederació d'Associacions de Pares d'Alumnes de les Escoles Cristianes de Catalunya des del 1986, de la qual ha estat presidenta. També és membre del Consell i de la Comissió Permanent del Secretariat de l'Escola Cristiana i col·laboradora del Programa Família-Escola Acció Compartida (FEAC).
Ha publicat el llibre Cent anys d'escultura catalana amb la Càtedra Gaudí de la Facultat d'Arquitectura de Barcelona i una col·lecció de llibres per a l'aprenentatge de la lectoescriptura amb Rosa Sensat.
És fundadora de la coral Canticel i responsable del Concert de Santa Cecília del Districte de Sarrià-Sant Gervasi de Barcelona i de l'agrupació coral Cors Santa Cecília, integrada per dotze corals de diverses associacions de mares i pares d'alumnes. Ha col·laborat a Ràdio Canal Barcelona (RKB), en uns programes matinals sobre la família i la conciliació; a Ràdio Gràcia, sobre l'educació, i a TV2, en uns programes sobre la sarsuela a Catalunya.
És militant de Convergència Democràtica de Catalunya (CDC) des del 1993 i diputada per la província de Barcelona a les eleccions al Parlament de Catalunya de 2003, 2006, 2010 i 2012